# Lee Sang-yi
Lee Sang-yi (1922 - data de morte desconhecida) foi um futebolista e treinador sul-coreano que atuava como meia.

## Carreira
Lee Sang-yi fez parte do elenco da Seleção Sul-Coreana de Futebol, na Copa do Mundo de 1954.